# Realty Income
Realty Income — инвестиционный фонд недвижимости в США, Пуэрто-Рико и Великобритании. Часто это строения, имеющие одного арендатора, который берёт на себя основные расходы по страхованию и обслуживанию арендуемой им недвижимости, а также уплаты налогов за неё. Компания была создана в штате Мэриленд со штаб-квартирой в Сан-Диего, штат Калифорния.
Компания является одним из немногих инвестиционных фондов недвижимости, которые выплачивают дивиденды ежемесячно, а не ежеквартально.

## Деятельность
По состоянию на 31 декабре 2022 года компания владела 12 237 объектами недвижимости общей площадью более 22 миллионов квадратных метров. При этом средняя площадь торговых строений, принадлежащих Realty Income, равнялась 1211 квадратным метрам, а промышленных — 21 750 квадратным метрам.
Крупнейшие арендаторы компании:
| Название арендатора       | % от выручки в 2022 году |
| ------------------------- | ------------------------ |
| Dollar General            | 4,0 %                    |
| Walgreens                 | 3,6 %                    |
| 7-Eleven                  | 3,5 %                    |
| Dollar Tree/Family Dollar | 3,3 %                    |
| Wynn Resorts              | 2,9 %                    |
| FedEx                     | 2,6 %                    |
| LA Fitness                | 2,1 %                    |
| Sainsbury's               | 1,8 %                    |
| BJ's Wholesale Club       | 1,8 %                    |
| B&Q (Kingfisher)          | 1,7 %                    |

## История
Realty Income был основан в 1969 году Уильямом Кларком и Эвелин Кларк. Первым приобретением фонда стал ресторан Taco Bell, купленный в начале 1970 года.
В дальнейшем компания использовала свободные денежные средства для приобретения земли под постройку отдельно стоящих зданий, которые затем сдавались в долгосрочную аренду.
В 1994 году Realty Income становится публичной компанией посредством первичного размещения.
В 1997 году Уильям Кларк — младший покинул пост генерального директора. На его место был назначен Томас Льюис, который возглавлял инвестиционный фонд до 2013 года, когда его должность занял Джон Кейс. В 2009 году Кларк ушёл с поста председателя.
В 2013 году Realty Income приобрела основанную Николасом Шоршем компанию American Realty Capital Trust за 2,95 млрд долларов.
В 2015 году инвестиционный фонд был включён в индексы S&P 500 и S&P High Yield Dividend Aristocrats.
В 2018 году Сумит Рой стал генеральным директором компании.
В 2019 году великобританская сеть супермаркетов Sainsbury’s, завершила сделку по продаже (с условием дальнейшей аренды) Realty Income 12 объектов торговой недвижимости. Это была первая покупка фонда за пределами США.